# 駒ヶ根市
駒ヶ根市（こまがねし）は、長野県南部（南信地方）の市。1954年（昭和29年）市制施行。

## 概要
稲作、電機、精密機械工業が盛ん。ケンウッドの創業の地であり、本社機能移転後も事業所を置いていたが、現在ではすべて移転している。また、養命酒製造が唯一工場を置く生産地（養命酒発祥地は隣村の中川村）でもあり、養命酒のテレビCMにはたびたび駒ヶ根工場が登場している。
酒造メーカーも多く日本酒・地ビール・ワインと、多様なアルコール飲料が造られている。
特に、日本酒を造っている酒造株式会社長生社（主要銘柄「信濃鶴」）は、日本で5番目に純米酒しか造らない「純米蔵」になった酒造である。
青年海外協力隊の訓練所が置かれており、多くの訓練生と共に多くの外国人が住む、国際色豊富な都市でもある。そのため、市内の保育園・幼稚園や小学校は、地元外国人との国際交流に力を入れている。
2000年代から土地区画整理事業により住宅地や商業地の整備が進んだが、反面財政は悪化し事業費負担の影響で、市債残高は2005年度末に414億1767万円とピークに達し、その後減少したが、2021年度末で192億6249万円となっている。第三セクター分などを含め、市が将来負担すべき実質的な負債額の度合いの「将来負担比率」は2022年度決算で83.8%となっている。2021年度決算時点の将来負担比率102.2%は、県内市町村で最悪の財政状況である。

### 名称
地名の由来
市名は、小・中・高等学校に電話で応募依頼し、公募から僅か3日で決定したものである。木曽駒ヶ岳の麓に位置することに由来するが、木曽駒ヶ岳（本岳）は市域ではない。応募市名には駒ヶ根市のほか、「瑞穂」「天竜」「伊南」「信濃」などがあった。駒ヶ根という名称は隣の宮田村にあったキャンプ場の名称であり、木曽郡上松町の旧称も駒ヶ根村であった。
2005年、近隣の飯島町および中川村と合併し、「中央アルプス市」という新名称に改名しようとしたが、その是非を問う住民投票で反対多数となり合併を断念した。カタカナの新名称が住民に受け入れられなかったのが原因とされる。結局、合併自体が白紙撤回されて、その後合併協議会も解散となった。似たような例は愛知県知多半島の「南セントレア市」でも起こり、いずれも大きなニュースとなった。

## 地理

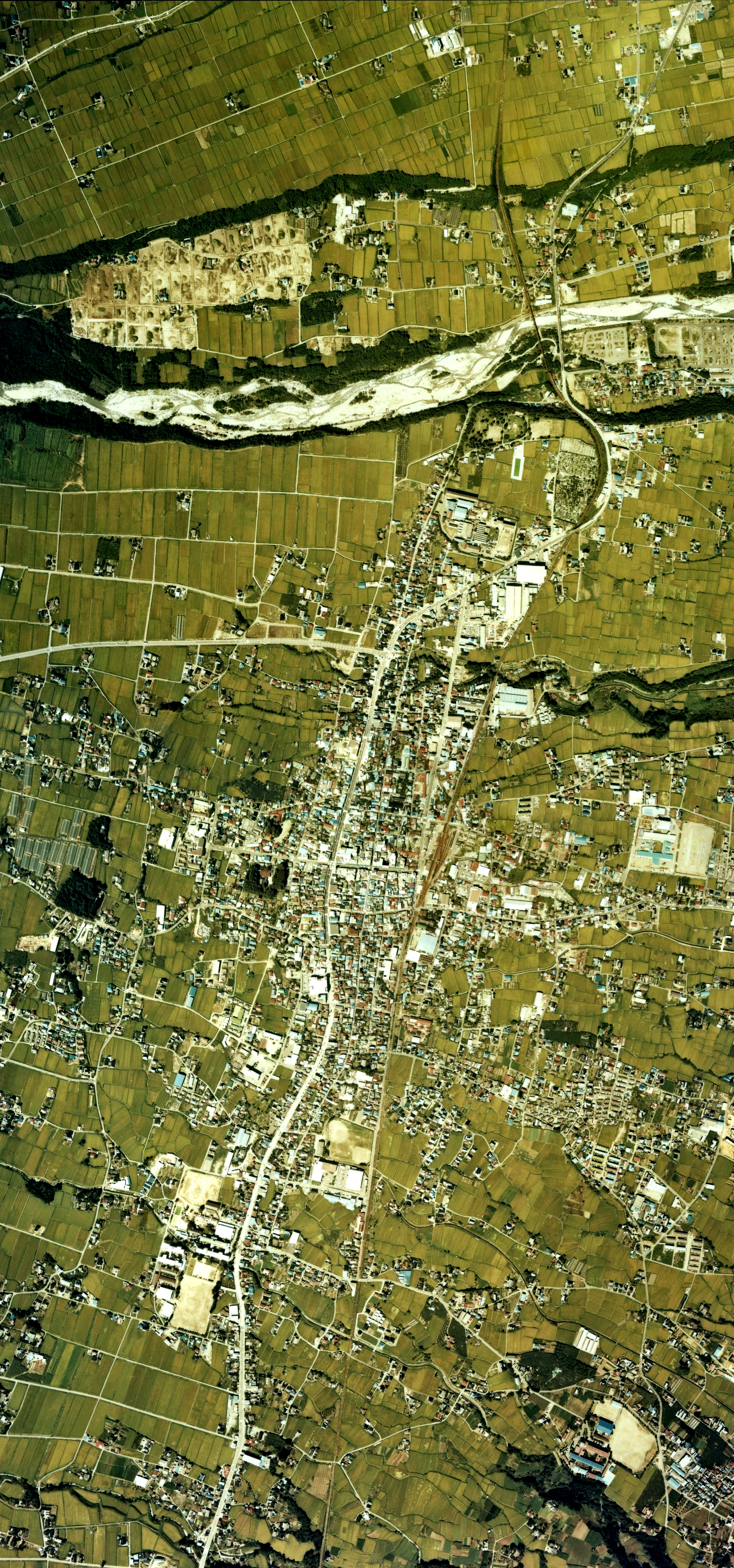
駒ヶ根市中心部周辺の空中写真。1976年撮影の3枚を合成作成。
。

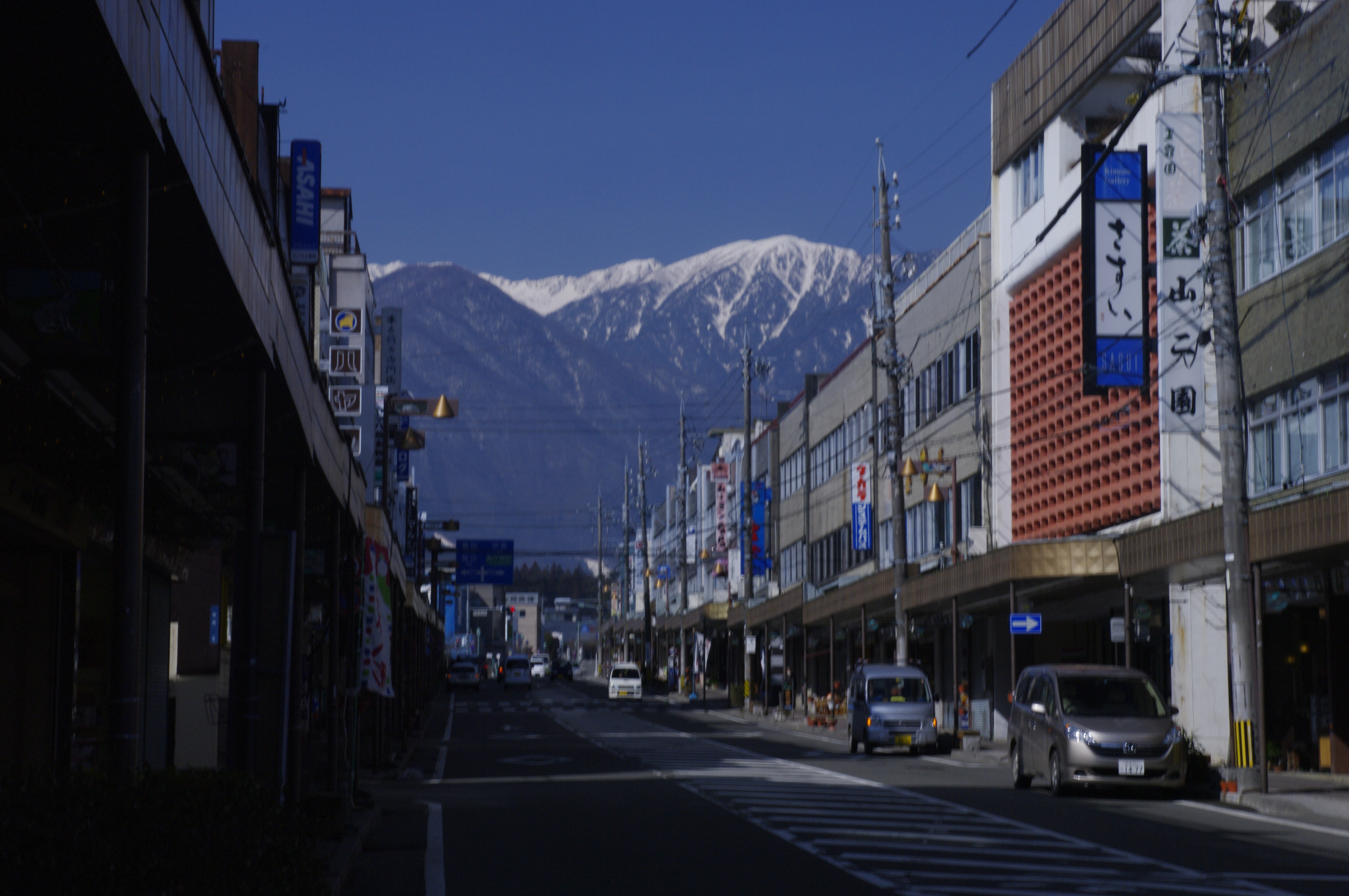
駒ヶ根市街と中央アルプス

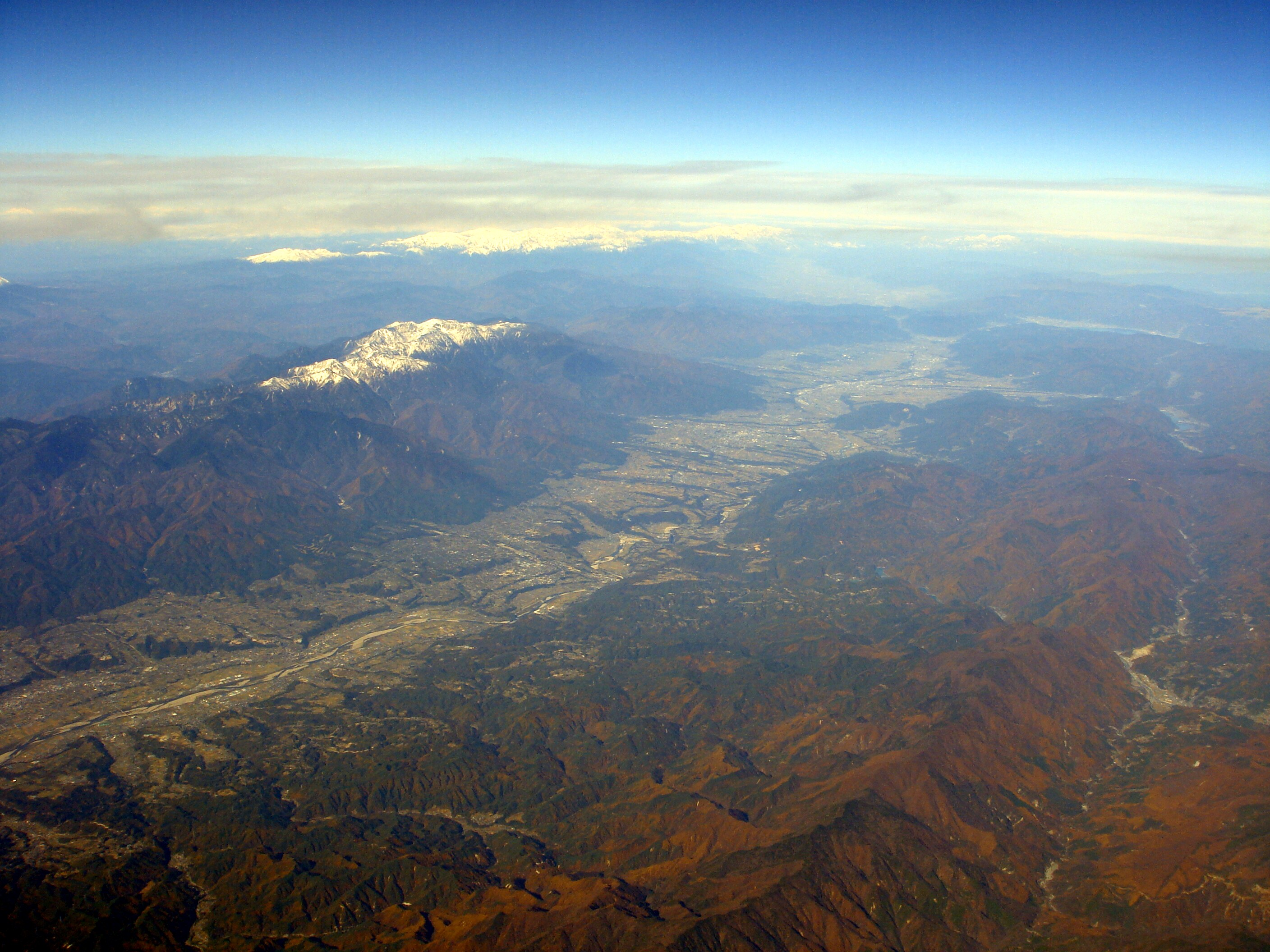
上空からの伊那谷、木曽駒ヶ岳（中央左）とその麓写真中央右が駒ヶ根市

### 位置
伊那谷の中央部、天竜川の河岸段丘上に位置する都市である。中央アルプス（木曽山脈）と南アルプス（赤石山脈）を望める所から、「アルプスが二つ映えるまち」をキャッチフレーズとしている。

### 地形

#### 山岳
市の区域の西端は木曽山脈（中央アルプス）の主稜線であり、宝剣岳、檜尾岳、熊沢岳、東川岳、空木岳が隣接する自治体とにまたがる山。東端は伊那山地の主稜線であり、高鳥谷山、戸倉山 (伊那市・駒ヶ根市)、陣馬形山（山頂部は中川村）が隣接する自治体とにまたがる山。

#### 河川
中心市街地の西側の伊那谷に天竜川が南北に流れ、その支流である太田切川が市の北端の宮田村との境界付近を東西に流れ、中田切川が市の南端の飯島町との境界付近を流れる。
- 中田切川、上穂沢川（わぶさわがわ）、如来寺川、鼠川、七面川、田沢川、宮沢川、古田切川（ふったぎりがわ）、精神川、下間川（したまがわ）、新宮川（しんぐうがわ）、中曽倉川、大曽倉川、古屋敷沢川（ふるやしきざわがわ）、天王川、唐沢川、北側、塩田川、太田切川[6]

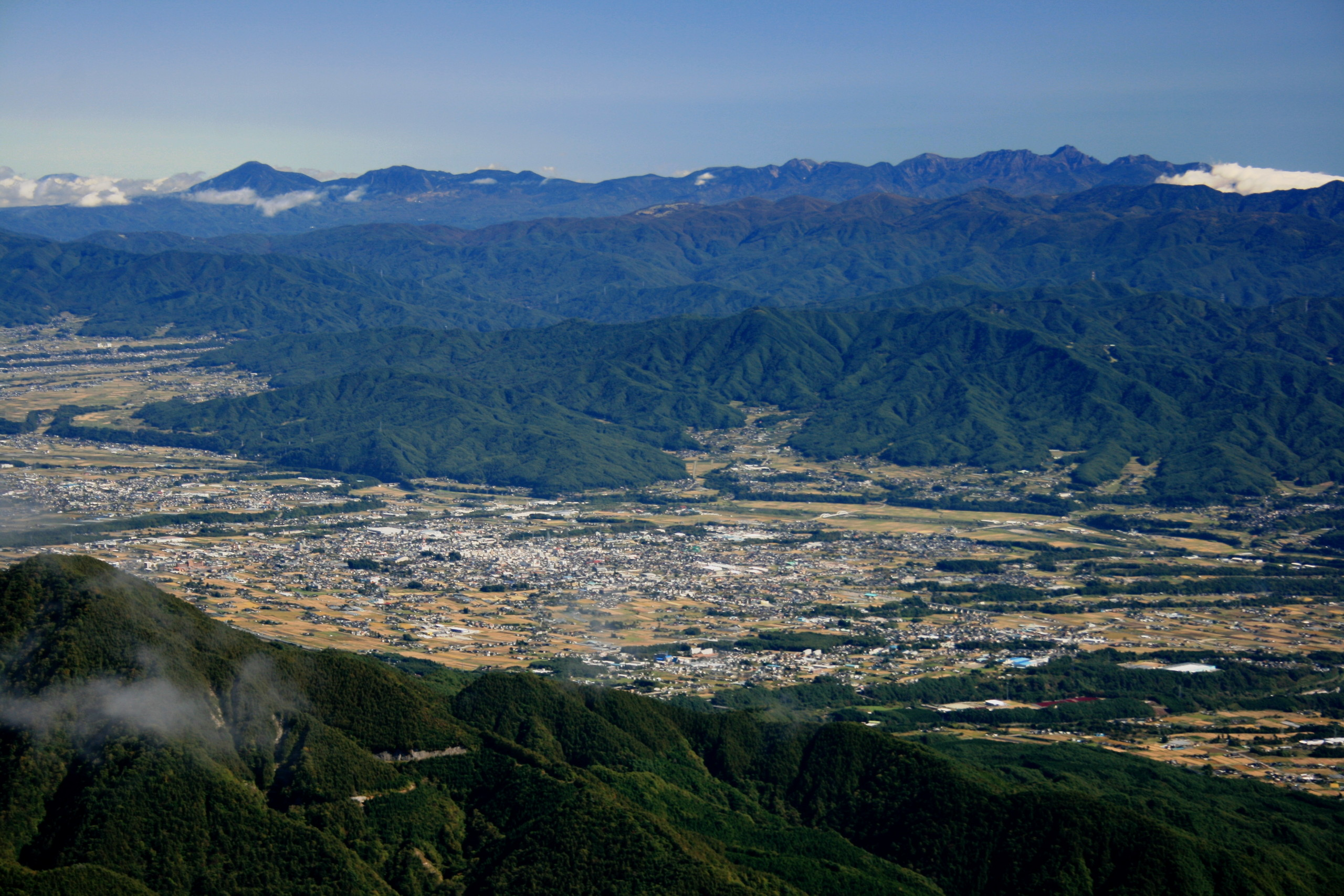
南西側の烏帽子岳から望む駒ヶ根市の街並み、その背後に伊那山地、さらに背後に赤石山脈と八ヶ岳
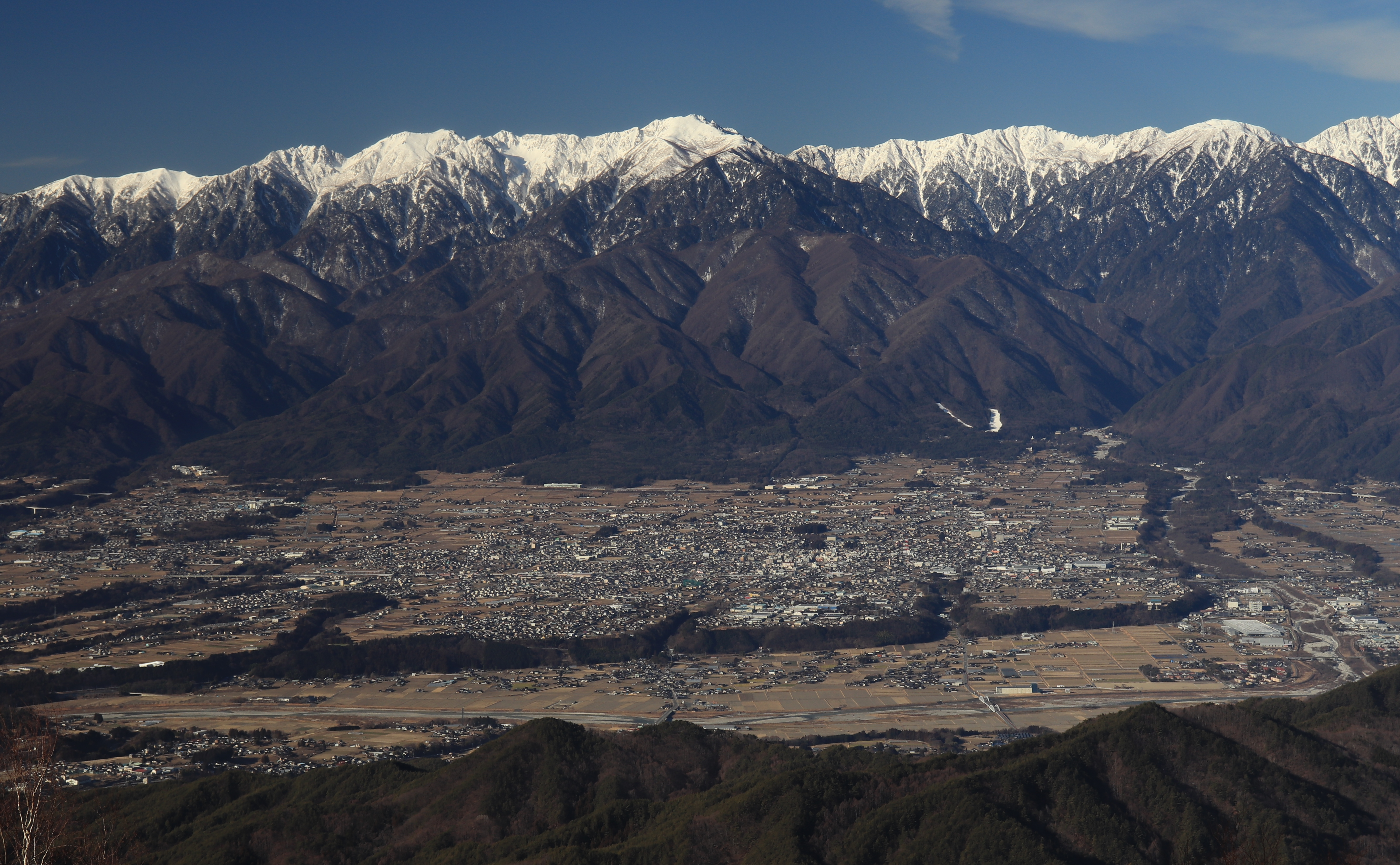
東側の戸倉山 (伊那市・駒ヶ根市)から望む伊那谷（中央に駒ヶ根市の中心市街地、手前に天竜川と右端付近にその支流の太田切川、左端中央に中田切川）、背後に木曽山脈（左から、越百山、仙涯嶺、南駒ヶ岳、赤椰岳、空木岳、東川岳、熊沢岳、檜尾岳）

### 地域
大きく分けて赤穂地区と東伊那・中沢地区に分かれる。東伊那・中沢地区を竜東（りゅうとう）と呼ぶこともあり、赤穂地区とは文化や方言も少し異なる（赤穂地区が飯田寄り、東伊那・中沢地区が伊那寄り）。

### 人口
- DID人口比は20.1%（2015年国勢調査）。

| |                                          |  |
| 駒ヶ根市と全国の年齢別人口分布（2005年） | 駒ヶ根市の年齢・男女別人口分布（2005年） |  |
| ■紫色 ― 駒ヶ根市 ■緑色 ― 日本全国 | ■青色 ― 男性 ■赤色 ― 女性                |  |
| 駒ヶ根市（に相当する地域）の人口の推移 \| 1970年（昭和45年） \| 28,913人 \| \| \| 1975年（昭和50年） \| 30,318人 \| \| \| 1980年（昭和55年） \| 31,179人 \| \| \| 1985年（昭和60年） \| 32,396人 \| \| \| 1990年（平成2年） \| 32,771人 \| \| \| 1995年（平成7年） \| 33,601人 \| \| \| 2000年（平成12年） \| 34,338人 \| \| \| 2005年（平成17年） \| 34,417人 \| \| \| 2010年（平成22年） \| 33,693人 \| \| \| 2015年（平成27年） \| 32,759人 \| \| \| 2020年（令和2年） \| 32,202人 \| \| |                                          |  |
| 総務省統計局 国勢調査より |                                          |  |
| 1970年（昭和45年） | 28,913人                                 |  |
| 1975年（昭和50年） | 30,318人                                 |  |
| 1980年（昭和55年） | 31,179人                                 |  |
| 1985年（昭和60年） | 32,396人                                 |  |
| 1990年（平成2年） | 32,771人                                 |  |
| 1995年（平成7年） | 33,601人                                 |  |
| 2000年（平成12年） | 34,338人                                 |  |
| 2005年（平成17年） | 34,417人                                 |  |
| 2010年（平成22年） | 33,693人                                 |  |
| 2015年（平成27年） | 32,759人                                 |  |
| 2020年（令和2年） | 32,202人                                 |  |

### 隣接自治体
長野県
- 伊那市
- 上伊那郡：飯島町、中川村、宮田村
- 下伊那郡：大鹿村
- 木曽郡：上松町、大桑村

## 歴史

### 近世
江戸時代
- 三州街道（飯田街道）が整備され、宿場町として赤須上穂宿が栄える。

### 近現代
昭和時代
- 1954年（昭和29年）7月1日 - 上伊那郡赤穂町・宮田町・中沢村・伊那村が新設合併し、駒ヶ根市が発足。
- 1956年（昭和31年）9月30日 - 大字宮田を上伊那郡宮田村として分立[4]。

## 行政

### 市長
- 市長：伊藤祐三（2024年1月29日就任、2期目）

歴代市長
| 代   | 氏名       | 就任年月日    | 退任年月日     |
| ---- | ---------- | ------------- | -------------- |
| 初代 | 芦部啓太郎 | 1954年8月9日  | 1955年12月28日 |
| 2代  | 北原名田造 | 1956年1月29日 | 1968年1月28日  |
| 3代  | 座光寺久男 | 1968年1月29日 | 1976年1月28日  |
| 4代  | 竹村健一   | 1976年1月29日 | 1988年1月28日  |
| 5代  | 中原正純   | 1988年1月29日 | 2008年1月28日  |
| 6代  | 杉本幸治   | 2008年1月29日 | 2020年1月28日  |
| 7代  | 伊藤祐三   | 2020年1月29日 | 現職           |

### 市町村合併
宮田町は合併には極めて消極的であり、町民大会では95%が合併反対の意向を示したという。しかし翌日までに宮田町が合併の意思表示をしなかった場合、赤穂町側は永久に市制施行できない状況であったため（地方自治法の改正のため）合併を議決。その後宮田町による合併反対運動により合併取り消しを議決し一旦白紙になるも、県が合併の法律的正当性を主張したため再び合併が推進される。宮田町では住民投票が行われ、約88%の反対票が出たが、赤穂町、中沢村、伊那村の3町村は法律的正当性を武器に駒ヶ根市成立の既存事実を作る方向へ力を向けて行き、通常の手段では和解は不可能な状況になる。
結局「市制後分離」以外に打つ手はなしの意思が固められ、市制施行後の分立の内容をもつ誓約書が調整され一旦合併。駒ヶ根市発足後10日後に宮田側は分立の申し入れを行い、。その結果、1957年3月31日までに再合併するという条件で分立し宮田村となるも、再合併を拒否し続け今日に至る。
反対理由は以下のようなものであったという。
- 町村としての適正規模を忘れて徒に流行的感度でこの問題に臨んでおり極めて皮相である。
- 地方自治の主体性と本質の無視、即ち町村民の不便不利益を無視し、単なる商業的取引を重点にしている。
- 風土・慣習の異なる地域の合併は無理を生ずる。
- 合併後は施策が中央のみに集中し末端部落町民が顧みられなくなる。
- 合併を忠実に履行する者は、県庁や地方事務所に対する忠僕であって町村民の忠僕ではない。

## 議会

### 市議会
- 定数：15人
- 任期：2023年4月30日 - 2027年4月29日
- 議長：小原茂幸

### 県議会
- 選挙区：駒ヶ根市選挙区
- 定数：1人
- 任期：2023年4月30日 - 2027年4月29日
- 議員：佐々木祥二

### 衆議院
- 選挙区：長野5区（飯田市、伊那市、駒ヶ根市、上伊那郡、下伊那郡）
- 任期：2021年10月31日 - 2025年10月30日
- 投票日：2021年10月31日
- 当日有権者数：280,074人
- 投票率：64.55％

| 当落 | 候補者名 | 年齢 | 所属党派   | 新旧別 | 得票数   | 重複 |
| ---- | -------- | ---- | ---------- | ------ | -------- | ---- |
| 当   | 宮下一郎 | 63   | 自由民主党 | 前     | 97,730票 | ○    |
|      | 曽我逸郎 | 65   | 立憲民主党 | 新     | 80,408票 | ○    |

## 出先機関・施設

### 施設

駒ヶ根警察署

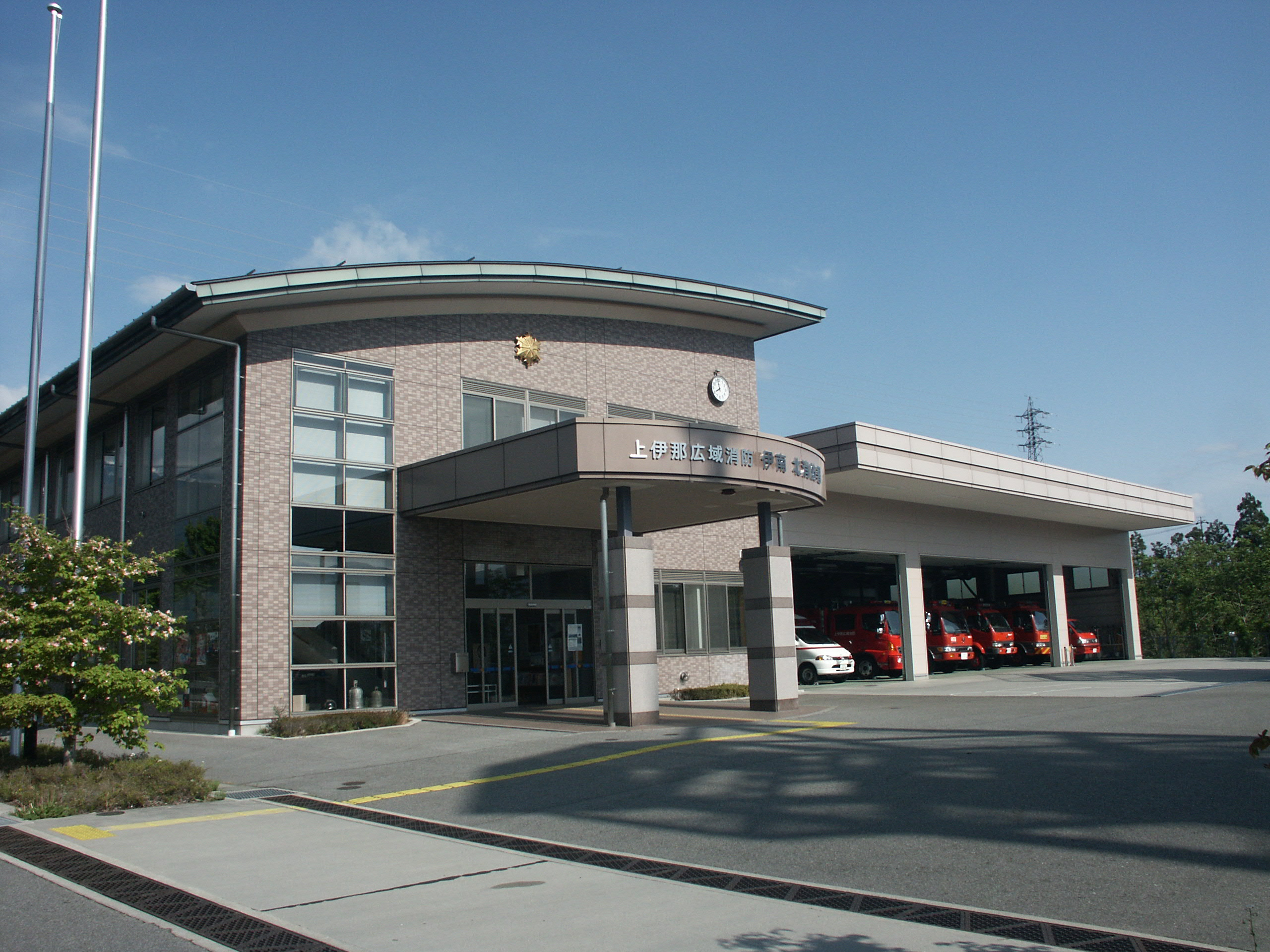
伊南北消防署

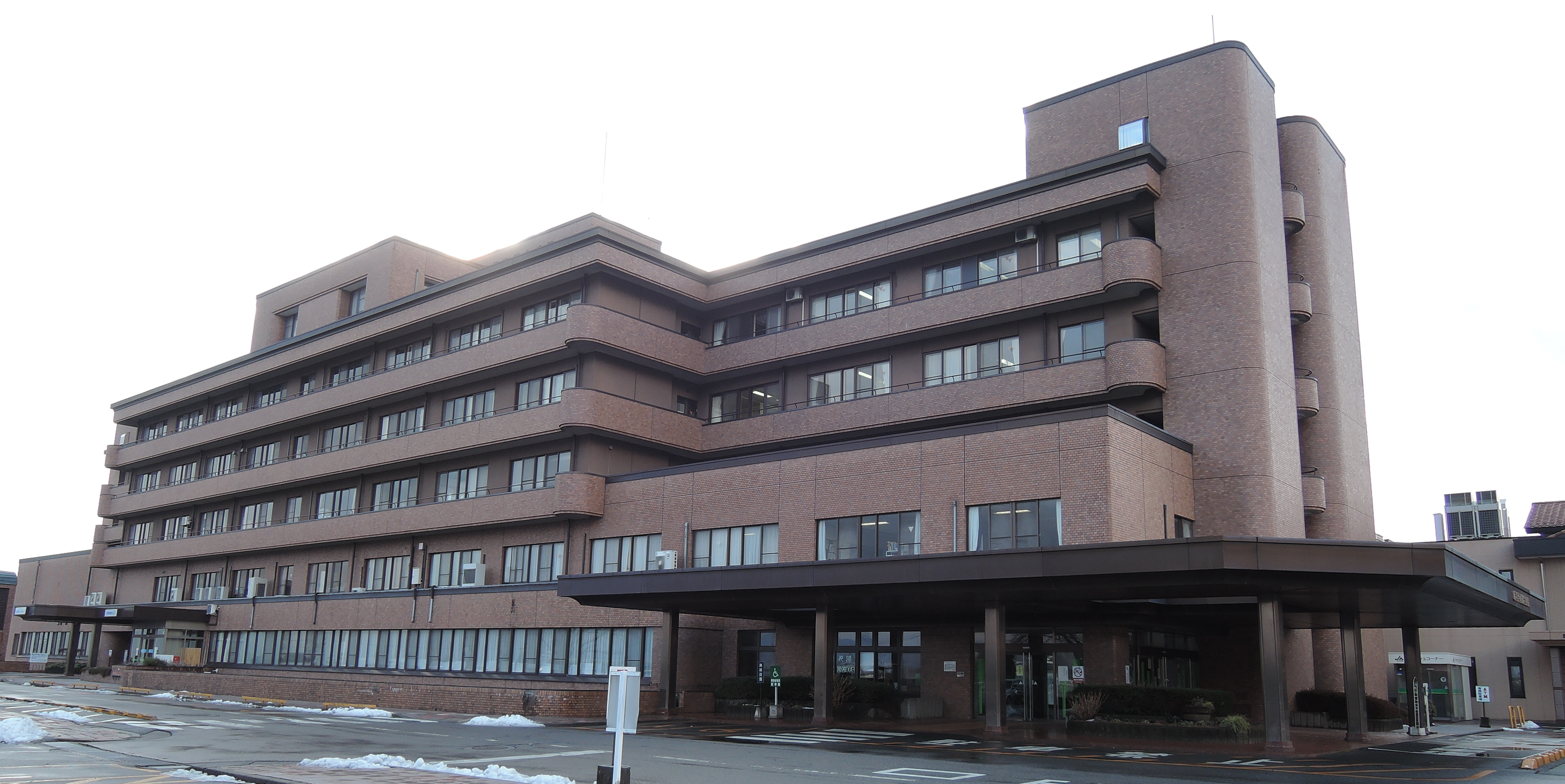
昭和伊南総合病院

#### 警察
本部
- 長野県警察 駒ヶ根警察署

交番
- 駒ケ根駅前交番（駒ヶ根市東町）

駐在所
- 中沢駐在所（駒ヶ根市中沢）

#### 消防
本部
- 上伊那広域連合

消防署
- 伊南北消防署（駒ヶ根市飯坂1丁目）

#### 医療・福祉
主な病院
- 昭和伊南総合病院
- 長野県立こころの医療センター駒ヶ根

#### 郵便局
| 集配郵便局   | 駒ヶ根郵便局                                     |
| 無集配郵便局 | 赤穂福岡郵便局、中沢郵便局、東伊那郵便局         |
| 簡易郵便局   | 飯坂簡易郵便局、小町屋簡易郵便局、下平簡易郵便局 |

#### 図書館
- 駒ヶ根市立図書館

#### 文化施設
博物館
- 駒ヶ根市立博物館

資料館
- 駒ヶ根市郷土館
- 駒ヶ根市民俗資料館

## 対外関係

### 姉妹都市・提携都市

#### 国内
提携都市
| 都市名   | 地方     | 都道府県名 | 提携年月日                |
| -------- | -------- | ---------- | ------------------------- |
| 磐田市   | 中部地方 | 静岡県     | 1967年（昭和42年）1月12日 |
| 二本松市 | 東北地方 | 福島県     | 2000年（平成12年）5月29日 |
| かほく市 | 中部地方 | 石川県     | 2018年（平成30年）5月22日 |

#### 海外
姉妹都市
| 都市名   | 国名       | 地域名     | 提携年月日                |
| -------- | ---------- | ---------- | ------------------------- |
| ポカラ市 | ネパール国 | ガンダキ州 | 2001年（平成13年）4月18日 |

## 教育

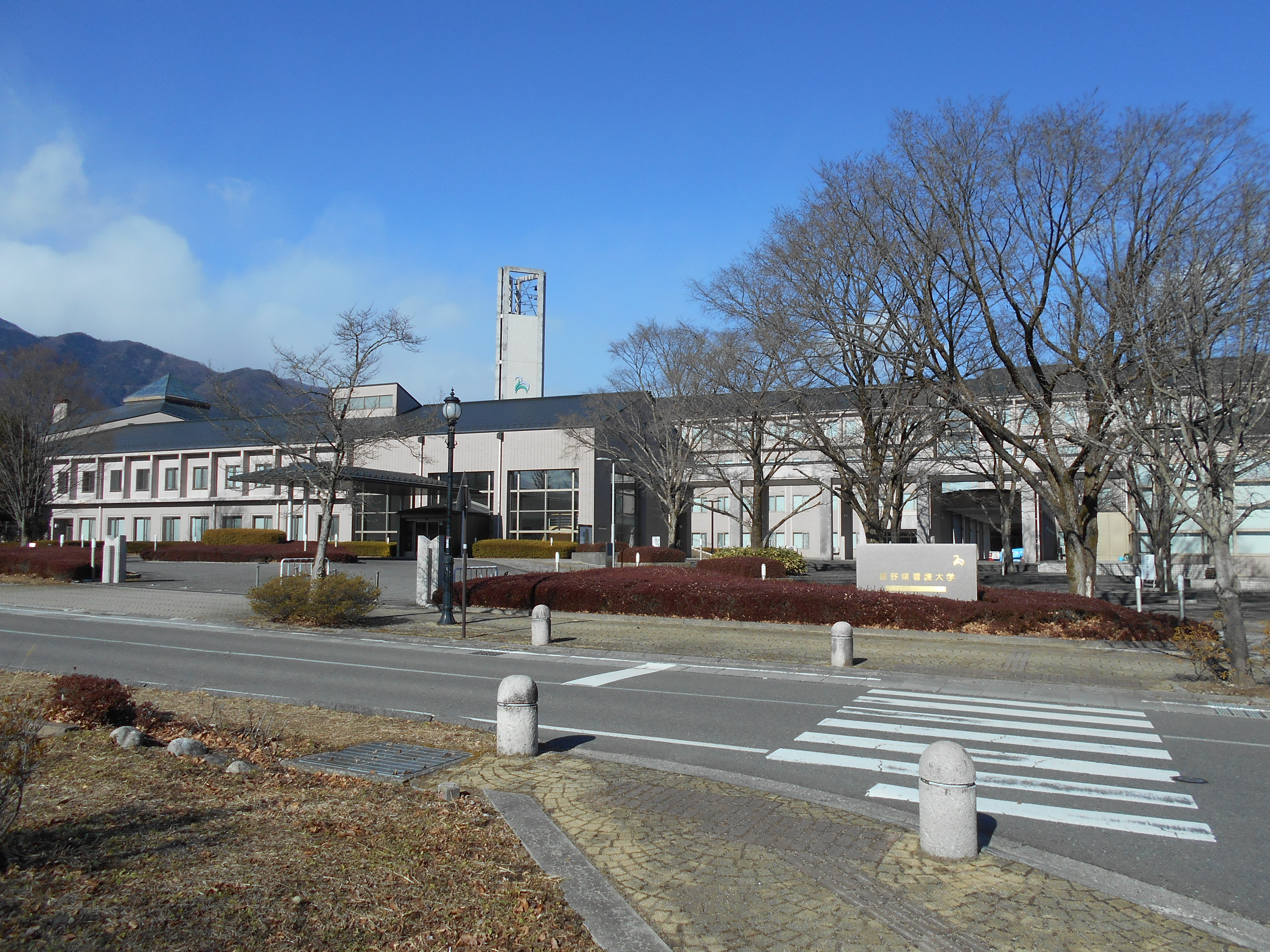
長野県看護大学

### 大学
公立
- 長野県看護大学

### 高等学校
県立
- 長野県赤穂高等学校
- 長野県駒ヶ根工業高等学校

私立
- 早稲田大学系属早稲田実業学校初等部・中等部・高等部駒ヶ根校舎
- つくば開成学園高等学校駒ヶ根学習センター

### 中学校
市立
- 駒ヶ根市立赤穂中学校
- 駒ヶ根市立東中学校

### 小学校
市立
- 駒ヶ根市立赤穂小学校
- 駒ヶ根市立赤穂東小学校
- 駒ヶ根市立赤穂南小学校
- 駒ヶ根市立中沢小学校
- 駒ヶ根市立東伊那小学校

### 自動車学校
- 駒ヶ根自動車学校

## 経済

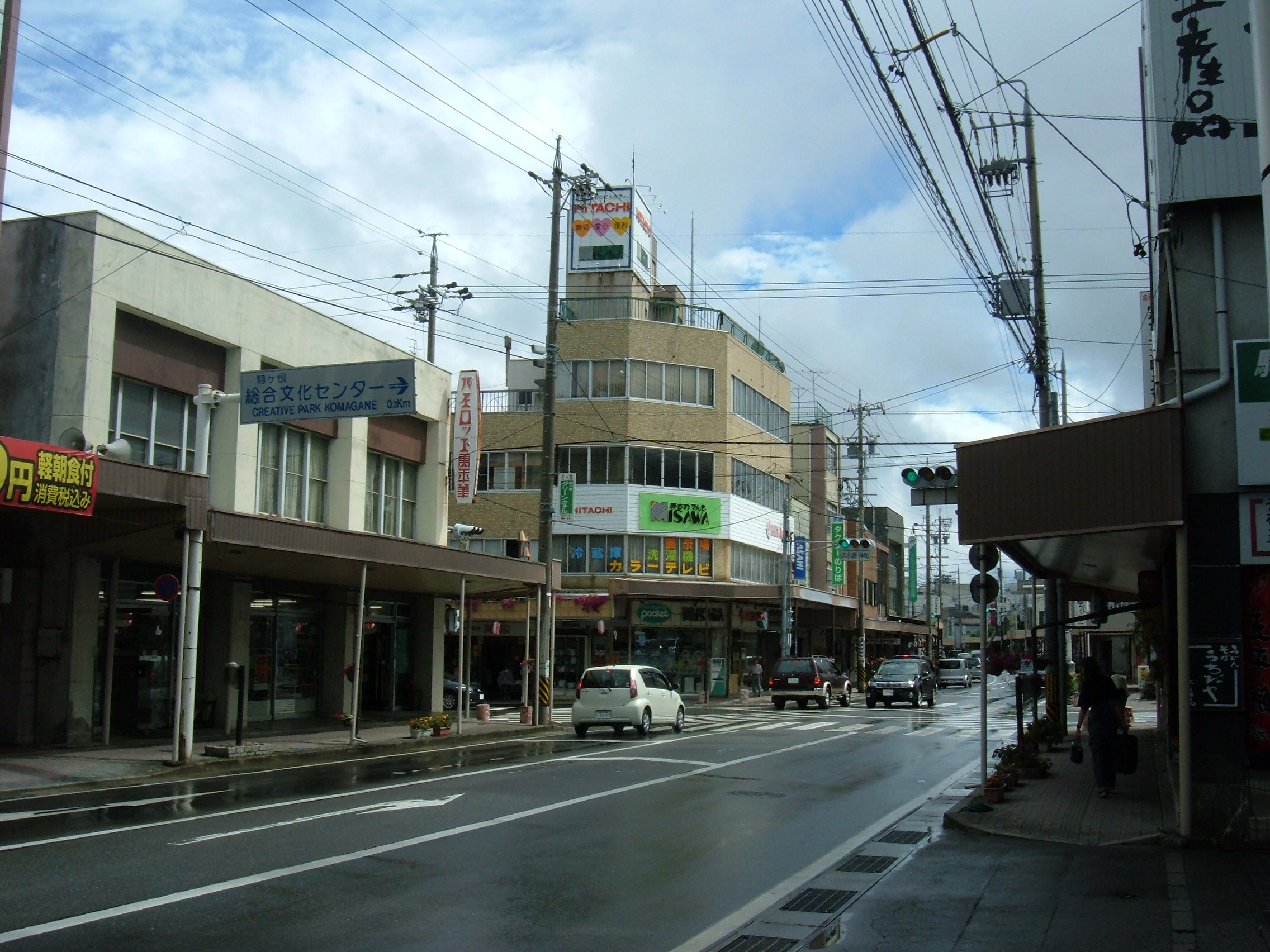
駒ヶ根市中心市街地

### 第二次産業

#### 工業
- 帝国通信工業 駒ヶ根工場
- ケイティケイ 駒ヶ根工場
- 養命酒製造 養命酒製造
- 日本発条 駒ヶ根工場
- ハチ食品 駒ヶ根工場
- 北川製菓 本社
- コガネイ 駒ヶ根工場
- ニデックドライブテクノロジー 駒ヶ根第1工場/第2工場

#### 建設業
- ヤマウラ本社(東証一部上場)

## 情報・生活

### マスメディア

#### 中継局
- 駒ヶ根中沢テレビ中継局

#### ケーブルテレビ
- エコーシティー・駒ヶ岳

### ライフライン

#### 電力
- 中部電力パワーグリッド

発電所
- 南向発電所（南向ダム）

## 交通

### 鉄道

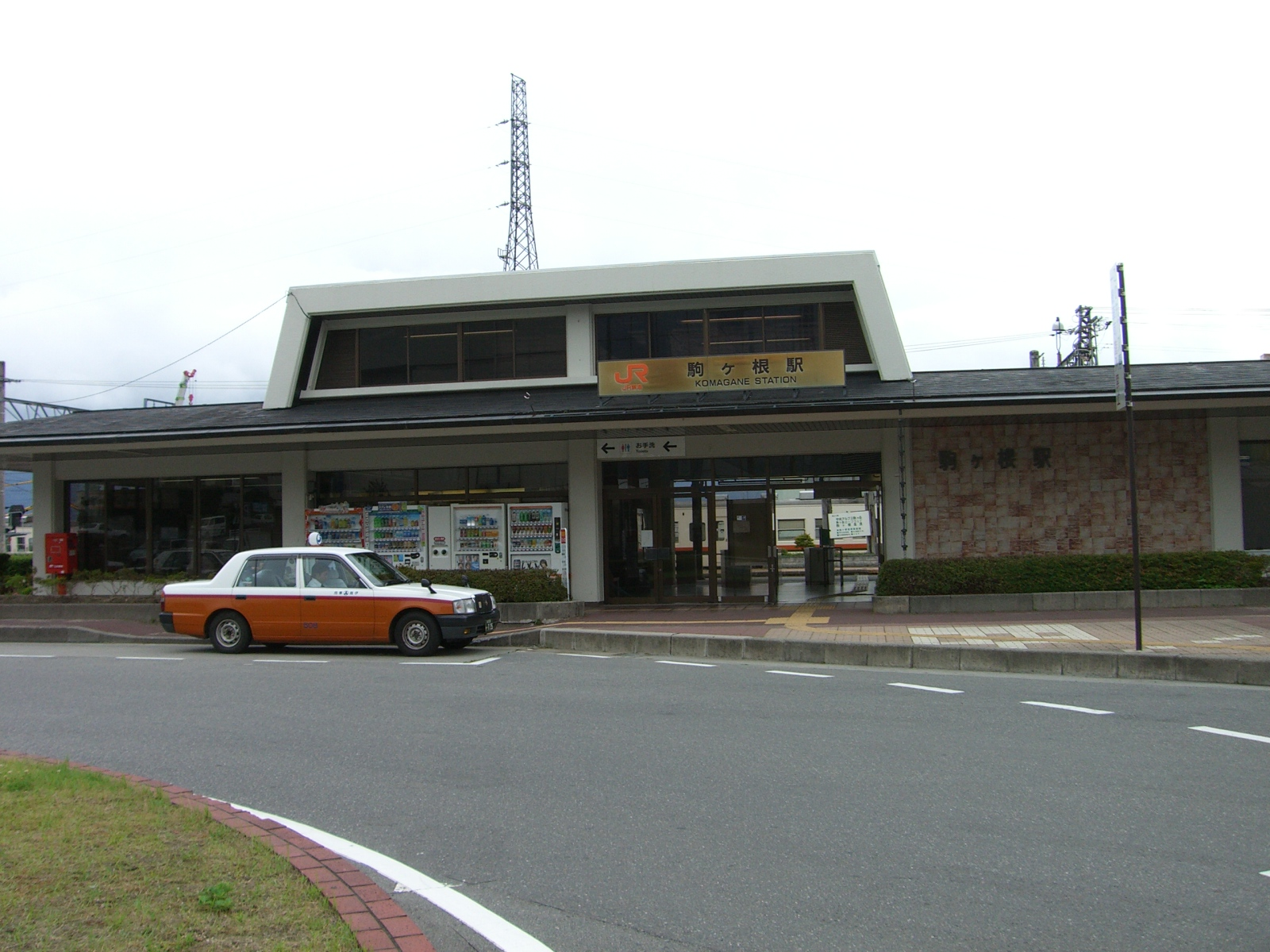
駒ケ根駅

中心となる駅：駒ケ根駅

#### 鉄道路線
東海旅客鉄道（JR東海）
- 飯田線：- 伊那福岡駅 - 小町屋駅 - 駒ケ根駅 - 大田切駅 -

### 索道

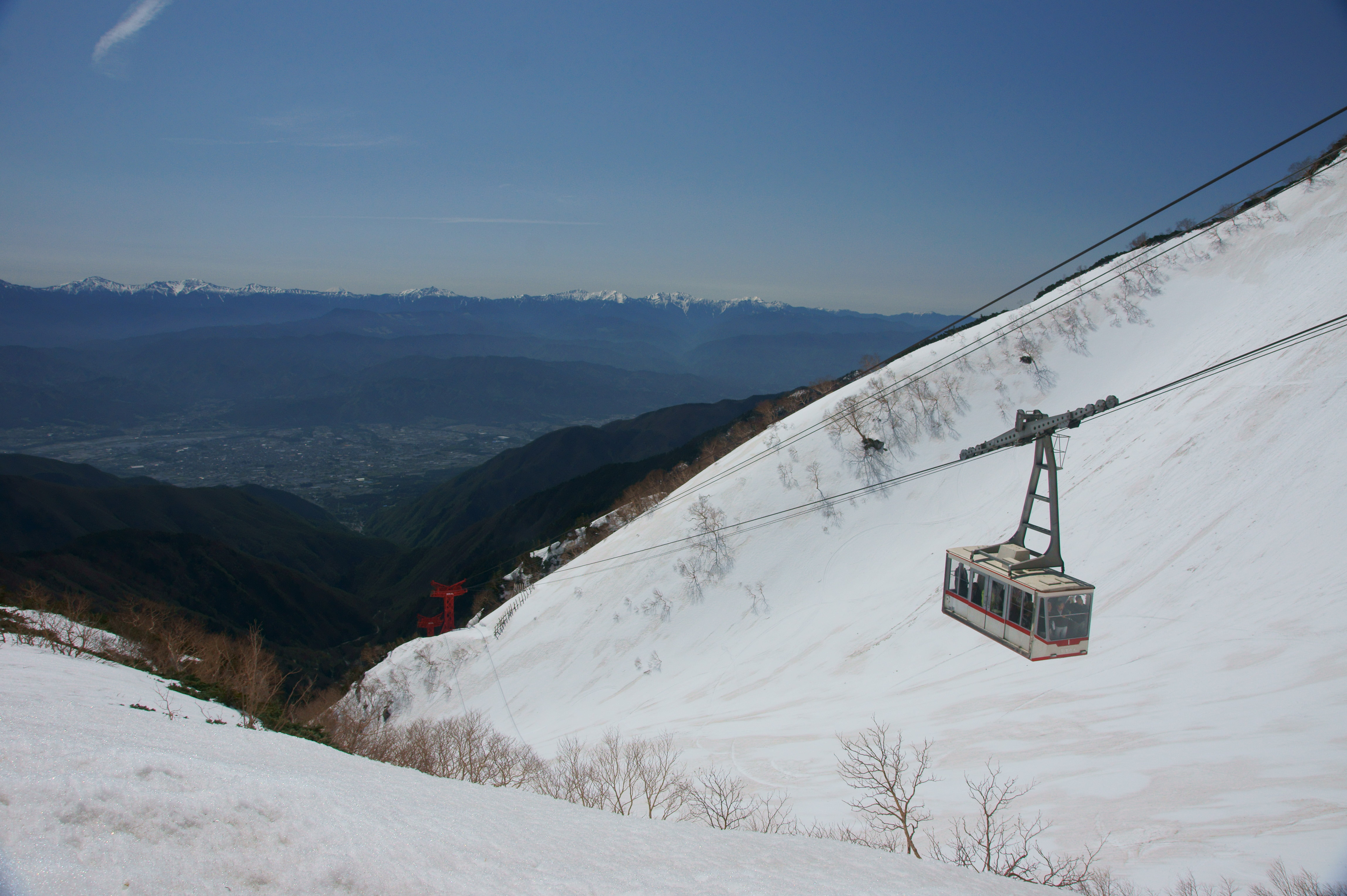
駒ヶ岳ロープウェイ

- 駒ヶ岳ロープウェイ
千畳敷駅（終点の千畳敷駅は標高2611mで、日本一標高の高い駅）木曽駒ヶ岳の登山基地。ただし、木曽駒ヶ岳は市域にはない。

### バス

駒ヶ根商工会館の中にある駒ヶ根バスターミナル

#### バスターミナル
- 駒ヶ根バスターミナル

#### 路線バス
- 駒ヶ岳ロープウェイ線
- いいちゃんバス（飯島町コミュニティバス）[8]

かつては伊那本線、駒ヶ根駅～東伊那方面、駒ヶ根駅～中沢方面が運行されていたが廃止された。その後こまちゃんバスが運行されるも、2013年に廃止となった。代替手段として乗り合いのタクシー「こまタク」が導入された。

#### 高速バス
- 中央高速バス 新宿～伊那・駒ヶ根線
- 中央高速バス 新宿～飯田線
- 中央高速バス 立川～飯田線（当面の間全便運休[9]）
- ベイブリッジ号 横浜～飯田線（当面の間全便運休[9]）
- 中央道高速バス 名古屋～伊那・箕輪線
- アルペン伊那号 大阪・京都～飯田・駒ヶ根・伊那・箕輪
- みすずハイウェイバス 飯田～長野線

### タクシー
- 赤穂タクシー
- 丸八タクシー（伊南乗用自動車）

#### こまタク
市内を循環するバス路線が廃止されたため、代替手段として実証導入された。民間のタクシー会社と提携することで病院などに設けられた停留所と自宅をつなげることを目的としている。乗り合い型で、市内を5地区に分け各地区あたり平均して週に2日、一日に2往復する。ただし乗車するには前日までに電話予約する必要がある。

### 道路

#### 高速道路
中日本高速道路（NEXCO中日本）
- 中央自動車道：駒ヶ根IC、駒ヶ岳SA/スマートIC

#### 国道
- 国道153号
- 国道153号 伊南バイパス

##### 県道
主要地方道
- 長野県道18号伊那生田飯田線
- 長野県道49号駒ヶ根長谷線
- 長野県道75号駒ヶ根駒ヶ岳公園線

一般県道
- 長野県道210号西伊那線
- 長野県道488号車屋大久保線

## 観光

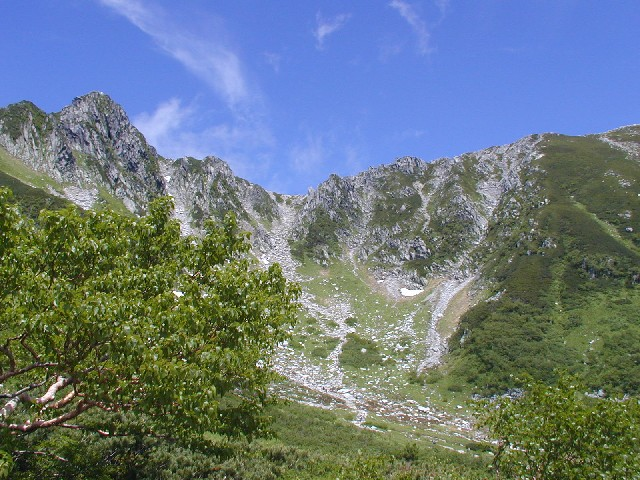
ロープウェイの終点、千畳敷カール。氷河地形で夏は高山植物が咲き乱れる。木曽駒ヶ岳もここから近い。

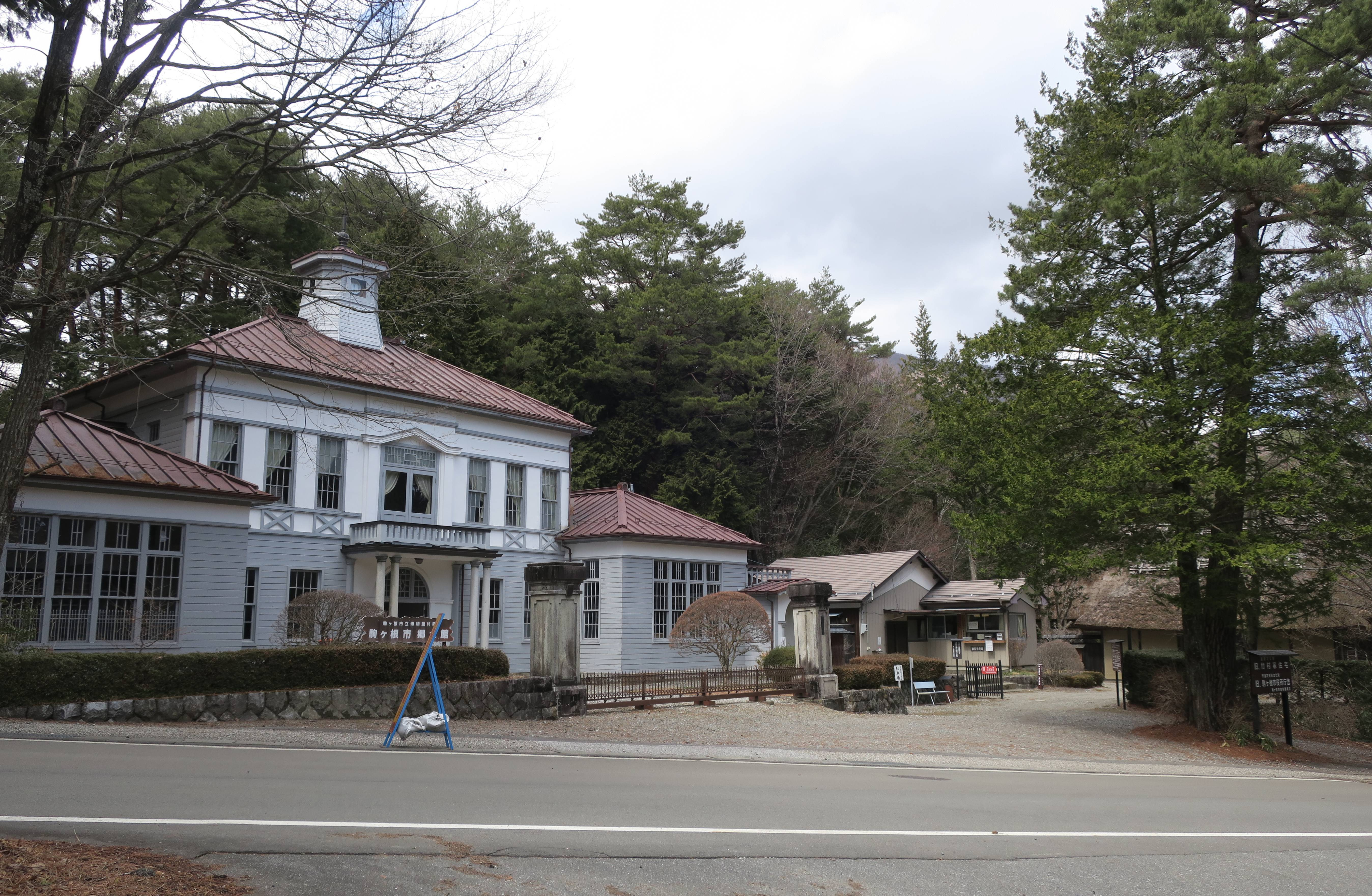
駒ヶ根市郷土館と旧竹村家住宅

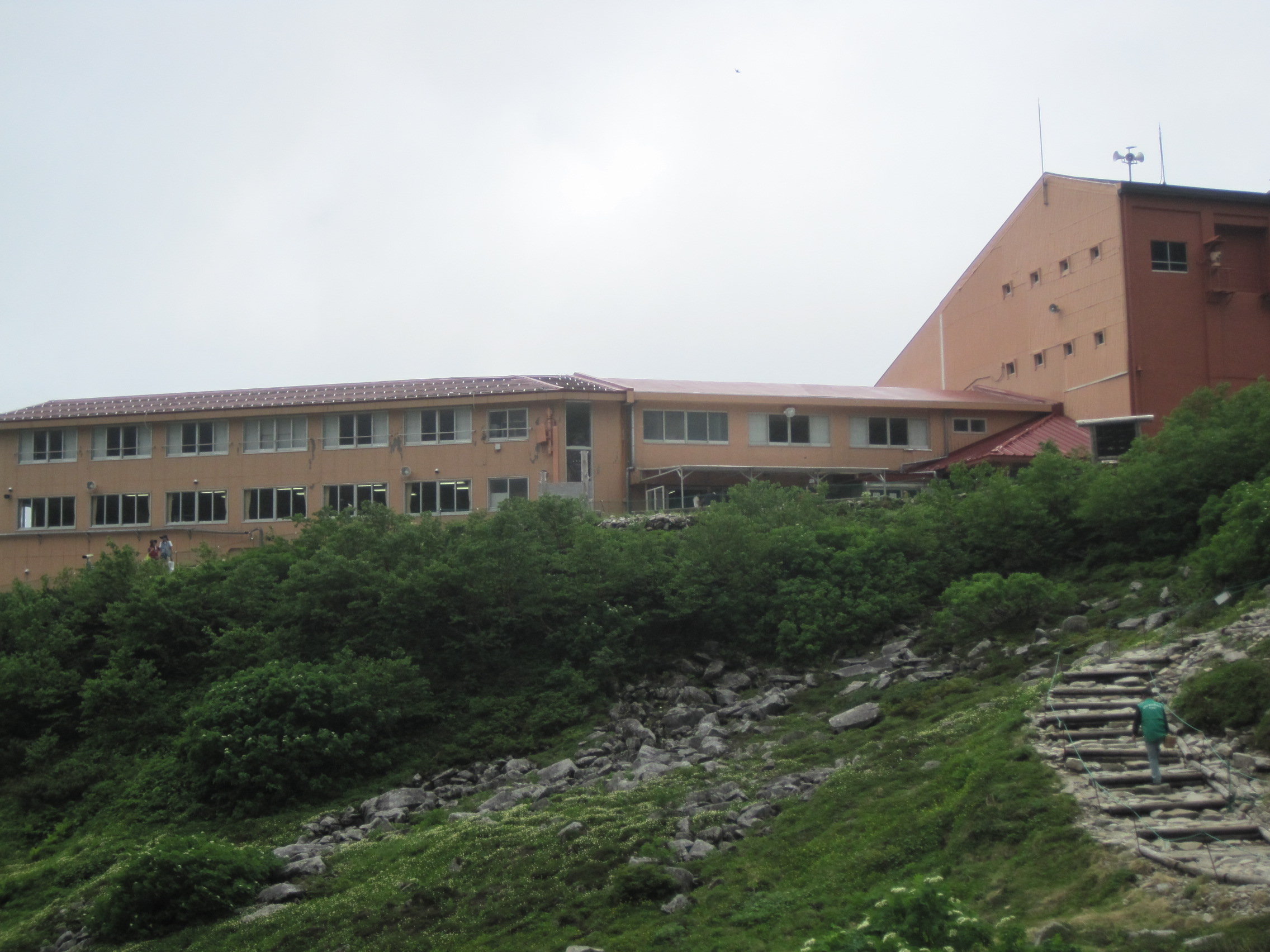
ホテル千畳敷

### 名所・旧跡
主な城郭・屋敷
- 赤須城址

主な神社
- 大御食神社
- 大宮五十鈴神社

主な寺院
- 安楽寺
- 光前寺
- 蔵沢寺

街道・宿場町
- 三州街道
  - 赤須上穂宿

### 観光スポット
- 宝剣岳、木曽駒ヶ岳をはじめとする中央アルプス（木曽山脈）の玄関口。多くの登山客が駒ヶ岳ロープウェイで千畳敷カールに至り、ここを拠点に連山に挑む。千畳敷カールは大規模な氷河地形（圏谷）であり、夏は高山植物が咲き誇り、登山者以外の一般観光客も多く訪れる。年間を通じてロープウェイは運行されており、春にはスキー場も設けられる。
- ホテル千畳敷 - ロープウェイ終点駅の直上にあるホテル千畳敷は、日本一標高の高いホテル（通年営業）。
- 駒ヶ根高原スキー場
- 早太郎温泉
- 駒ケ根高原美術館（閉館）
- 駒ヶ根市立博物館

## 文化・名物

### 祭事・催事
- こどもまつり（4月）
- くらふてぃあ杜の市（6月）
- 駒ヶ根の祇園祭・ゆかた祭り（7月に同日開催）
- KOMA夏（7月）
- ふれあい広場（9月）
- 大御食神社例大祭（9月）
- 大宮五十鈴神社例大祭（9月）
- 駒ヶ根ハーフマラソン（9月）
- 駒ヶ根もみじクラフト（9月）
- 国際広場（10月）

### 名産・特産
- ソースかつ丼

（TBSの「ニュースの森」やテレビ東京系の人気番組「元祖!でぶや」にも紹介された）

### スポーツ

#### ウィンタースポーツ
スキー
- 駒ヶ根高原スキー場
- 千畳敷スキー場

## 出身関連著名人

### 政治・経済
- 芦部啓太郎：初代駒ヶ根市長、元赤穂信用金庫（現アルプス中央信用金庫）理事長
- 田中平八：明治時代の実業家（第百十二国立銀行創設など）
- 千葉勝五郎：江戸時代の古着行商、明治時代の実業家（歌舞伎座創設など）
- 中原市五郎：政治家、歯科医師、日本歯科大学創立者
- 野溝勝：政治家
- 竹村喜一（土木建築請負業、竹村工務店社長）

### 学者
- 芦部信喜：憲法学者
- 小町谷照彦：国文学者
- 北沢正啓：商法学者
- 下島連：英文学者

### 文化・芸能
- 加藤みどり：小説家、青鞜社員
- 木下靜涯：画家
- 佐野成宏：テノール歌手
- 下島勲：医師、俳人
- 下島陽平：囲碁棋士
- 樋口日奈：元乃木坂46、俳優(出身は東京都となっているが駒ヶ根市生まれ)
- 小林ルイ：歌手
- 肥野竜也：モデル・俳優
- 春風亭愛橋：落語家（落語芸術協会所属）
- 竹田扇之助：国際人形劇連盟（英語版）日本センター名誉会長
- 吉瀬敬太：作曲家

### スポーツ
- 川島正幸：元プロ野球選手（ロッテオリオンズ）
- 田中桃子：サッカー選手
- 宮脇千博：陸上競技選手（長距離）

### その他
- 岡田みはる：気象予報士
- 小川さゆり：山岳ガイド
- 小林勇：編集者

### ゆかりの著名人
- 廣田あいか：タレント